# Leptocottus armatus
Leptocottus armatus ist ein Meeresfisch aus der Familie der Groppen (Cottidae), der an der nordöstlichen Pazifikküste vom Izembek National Wildlife Refuge im Südosten der Beringstrasse bis zur Bahia San Quintin im nördlichen Niederkalifornien vorkommt.

## Merkmale
Die Fische erreichen eine Maximallänge von 46 cm, bleiben für gewöhnlich aber bei einer Länge von 35,5 cm. Leptocottus armatus ist auf dem Rücken grau, olivfarben oder fast grünlich, manchmal auch leicht gelblich. Unterhalb der Seitenlinie sind die Fische orange-gelb bis weißlich oder silbrig gefärbt. Der stachlige Teil der Rückenflosse ist dunkel mit einem großen schwarzen Fleck an den Spitzen der letzten drei Stacheln und einem weißen Streifen darunter. Der weichstrahlige Abschnitt ist ebenfalls dunkel mit einigen schrägen weißen oder gelben Streifen. Die Brustflossen sind gelb mit 5 bis 6 grünlichen Streifen, die abgerundete Schwanzflosse ist dunkel mit zwei hellen Bändern. Afterflosse und Bauchflossen sind hell gefärbt. Das Art-Epitheton armatus (= bewaffnet) verweist auf ein charakteristisches Merkmal der Art, ein großer Stachel auf dem oberen Kiemendeckel, der in drei scharfen, nach oben gebogenen Spitzen endet. Die Kiemenrechen sind reduziert oder flache, ein Bündel kleiner Zähne tragende knöcherne Platten. Die Seitenlinie verläuft annähernd gerade. Unter jeder Pore des Seitenlinienorgans befindet sich unter der Haut eine kleine Knorpelplatte. Das Maximalalter der Fische liegt bei 10 Jahren.
- Flossenformel: Dorsale VI–VIII/15–20; Anale 0/15–20.
- Wirbel: 37–39.[1][2]

## Lebensweise
Leptocottus armatus lebt küstennah, vor allem auf Sandböden in Buchten und Flussmündungen an der nordöstlichen Pazifikküste von der Oberfläche bis in Tiefen von etwa 150 Metern und ist damit der einzige meeresbewohnende Vertreter der Familie der Groppen. Die Fische laichen in Flussmündungen und Jungfische wandern unmittelbar nach der Metamorphose flussaufwärts in Süßwasser, wo sie bis zu 6 Wochen bleiben. Ausgewachsenen Exemplare leben im Meer. In Gezeitentümpel gefangene Tiere können das Wasser verlassen, Luft atmen und sich kriechend zum Meer bewegen. Leptocottus armatus ernährt sich vor allem von Krabben, Garnelen und Flohkrebsen. Außerdem werden Fische und deren Larven, Vielborster, Weichtiere und andere Wirbeltiere verzehrt. Gestresst spreizen die Fische ihre Kiemendeckel und geben ein tiefes Brummen von sich.

## Belege
1. 1 2 3 4  William N. Eschmeyer, Earl S. Herald, Howard Hamann: A field guide to Pacific Coast Fishes of North America. From the Gulf of Alaska to Baja California (Peterson Field Guides; 28). Houghton Mifflin, Boston, Mass. 1983, ISBN 0-395-33188-9. Seite 175.
2. 1 2 3 4  Leptocottus armatus auf Fishbase.org (englisch)